# Ch'oejŏng-san
Ch'oejŏng-san är ett berg i Sydkorea.   Det ligger i provinsen Daegu, i den sydöstra delen av landet, 250 km sydost om huvudstaden Seoul. Toppen på Ch'oejŏng-san är 912 meter över havet, eller 413 meter över den omgivande terrängen. Bredden vid basen är 8,0 km.
Terrängen runt Ch'oejŏng-san är huvudsakligen kuperad. Runt Ch'oejŏng-san är det tätbefolkat, med 459 invånare per kvadratkilometer. Närmaste större samhälle är Daegu, 11,8 km norr om Ch'oejŏng-san. I omgivningarna runt Ch'oejŏng-san växer i huvudsak blandskog.